# Mandahar
I Mudhad o Madhad o Madadh sono una tribù guerriera Rajput Suryavanshi, che si può trovare in karnal, panipat, jind, kurukshetra, gurgaon, kaithal, Haryana e Punjab.
Secondo le loro tradizioni, i Madadh provenivano da Ayodhya e si stanziarono nello Jind scacciando i Chandel e i Rajiput Varya, ed opprimendo i Jat.
I Madadh governarono un'ampia regione chiamata Madadh 360 come il numero dei loro villaggi. Persero la guerra contro il Sultanato di Delhi e ad oggi sono rimasti solo 60 villaggi di Madadh.
Sono un importante elemento nella comunità rana di Haryana.